# University of St Andrews
University of St Andrews er et skotsk universitet, som blev grundlagt i 1413. Det er det ældste universitet i Skotland og det tredjeældste i den engelsktalende verden.
I 2008 åbnede universitetsmuseet Museum of the University of St Andrews, der har fire udstillinger fordelt på universitetet.